# 中壢埔頂
中壢埔頂，舊稱埔頂，是臺灣桃園市中壢區的一個傳統地域名稱，位於該區東南部。相較於今日行政區，其範圍大致包括中堅里、仁福里、仁美里、華勛里、仁祥里、仁和里、仁德里、華愛里、篤行里、中正里、興仁里不含最北端、中山里、中興里、仁愛里、普慶里、自強里不含最北端、自治里、莊敬里不含最北端、自立里、自信里、忠義里不含北部凸出部分、普忠里、仁義里、普仁里、普強里、信義里東北大半部、正義里、德義里、普義里，以及龍山里西南角一小部分、後寮里最北端一小部分。
本地區西部地區因靠近台鐵中壢車站，已發展成為中壢市區的一部分。

## 歷史
台灣清治末期至日治初期，中壢埔頂地區為一街庄，稱為「中壢埔頂庄」，隸屬於桃澗堡。該庄北與水尾庄、內壢庄為鄰，東北一小段與崁仔腳庄為界，東與茄苳溪庄、霄裡庄為鄰，南邊及西南邊為後藔庄，西邊為石頭庄。
1901年（日治明治三十四年）11月，全台廢縣廳改設二十廳，該庄隸屬於桃仔園廳。1903年（明治三十六年），改名桃園廳。1909年（明治四十二年）10月，合併二十廳為十二廳，該庄隸屬不變。1920年（大正九年），廢十二廳改設五州二廳，該庄改制為「中壢埔頂」大字，隸屬於新竹州中壢郡中壢街。
戰後中壢街改制為中壢鎮，隸屬於新竹縣，大字亦改制為里。1950年桃、竹、苗分治，中壢鎮改隸屬於桃園縣。1967年，中壢鎮因人口數達10萬而升格為中壢市。2014年12月，桃園縣升格為直轄桃園市，中壢市改制為中壢區。

## 聚落
本地區發展較早的聚落為埔頂、崁仔腳等，在日治期初期的官方地圖上已有記載。此外，本地區尚有營頭厝、袁屋埤、崁頂、公厝、園塘、大牛欄(大牛稠) 等聚落。近年來本地區西部已發展成為中壢市區的一部分，而東北部靠近內壢車站一帶也已逐漸形成都市化。

## 交通
台鐵縱貫線是台灣西部鐵路南北幹線，大致以東北－西南走向蜿蜒經過中壢埔頂地區東北角及西北部，境內未設站。中壢車站位於西部邊界外不遠處，屬一等站，除部分普悠瑪號、自強號班次外，其餘各級列車均有停靠；內壢車站位於東北部邊界外不遠處，屬三等站，僅停靠區間車，由該等車站可前往台鐵沿線各站。
省道台1線又稱「縱貫公路」，是台北至屏東楓港的幹道，大致以東北東—西南西走向經過中壢埔頂地區北部邊界地帶。由此道路向東北東可前往桃園、龜山、新莊等地，向西南西經外環道繞過中壢市區可前往平鎮、楊梅、老湖口等地。
市道110甲線（中園路、中華路二段、延平路）是大園三塊厝至平鎮宋屋的道路，大致以北北西—南南東走向轉東北東—西南西走向經過本地區西北部，其中部分路段與省道台1線共線。由該道路向北北西轉北可前往水尾、五塊厝、三塊厝並止於縣道110號本線，向西南西與省道台1線分離後，穿越中壢市區可前往平鎮宋屋的中壢外環道最西南端接回省道台1線。
市道114號（中山東路一段～三段）是新屋永安漁港至板橋光復橋的道路，大致以西南西—東北東走向轉西北—東南走向經過本地區西部南側及西南部邊界地帶。由該道路向西南西轉西穿越中壢市區後可前往新屋、永安漁港等地，向東南轉東可前往八德、鶯歌、板橋等地。
區道桃48線（新中北路、新中北路二段）是普仁至大湳的道路，也是本地區主要的橫向連絡道路，其西側端點位於本地區西部的市道114號路口。由此向東蜿蜒而行，出邊界後可前往茄苳溪、下庄子、小大湳並止於省道台4線路口。

## 學校
- 中原大學
- 元智大學（小部分）
- 陸軍專科學校
- 自強國中
- 興仁國小
- 中正國小
- 華勛國小
- 富台國小
- 普仁國小
- 信義國小（大部分）
- 自立國小
- 中原國小

## 產業
- 福特六和汽車